# Del mio meglio n. 9
Del mio meglio n. 9 è una raccolta della cantante italiana Mina, pubblicata nel maggio 1987 dalla PDU.
Nel 2012 questa raccolta è stata rimossa dalla discografia del sito ufficiale.

## Descrizione
Si tratta dell'ultima raccolta appartenente alla serie Del mio meglio. I nove volumi sono stati rimasterizzati nel 2001 e racchiusi in un cofanetto/strenna a cubo contenente tutti e 9 i CD.
Esiste anche un "Monster Box" del 2006 dal titolo Ascoltami, guardami, edizione a tiratura limitata e numerata che contiene anche il libro Disegnata, fotografata. Oltre a tutti i Del mio meglio, il box presenta anche un nuovo volume: Del mio meglio n. 10/Live, disponibile solamente in questa edizione.

## Tracce
1. Devi dirmi di si - 4:15 - Tratta da Mina 25 (1983).
2. Ma ci pensi - 4:15 - Tratta da Attila (1979).
3. Sono sola sempre - 4:20 - Tratta da Salomè (1981).
4. Rock and roll star - 3:29 - Tratta da Attila (1979).
5. Una canzone (con i New Trolls) - 4:06 - Tratta da Salomè (1981).
6. Cowboys - 1:50 - Tratta da Mina 25 (1983).
7. Perfetto non so - 3:58 - Tratta da Italiana (1982).
8. Allora sì - 4:13 - Tratta da Mina 25 (1983).
9. Quando l'amore ti tocca - 3:15 - Tratta da Salomè (1981).
10. I only have eyes for you - 3:13 - Tratta da Baby Gate (1974).
11. Tres palabras (con Angel "Pato" Garcia alla chitarra) - 3:23 - Tratta da Salomè (1981).
12. Anche un uomo - 4:48 - Tratta da Attila (1979).